# The Cockeyed Miracle
Pour plus de détails, voir Fiche technique et Distribution.
The Cockeyed Miracle est un film américain réalisé par S. Sylvan Simon, sorti en 1946.

## Fiche technique
- Titre : The Cockeyed Miracle
- Réalisation : S. Sylvan Simon
- Scénario : Karen DeWolf (en) d'après la pièce But Not Goodbye de George Seaton
- Direction artistique : Cedric Gibbons et Richard Duce
- Décors : Mildred Griffiths et Edwin B. Willis
- Costumes : Irene et Valles
- Photographie : Ray June
- Montage : Ben Lewis
- Musique : David Snell
- Société de production : Metro-Goldwyn-Mayer
- Pays de production : États-Unis
- Format : Noir et blanc - 1,37:1 - Mono
- Genre : comédie
- Durée : 81 minutes
- Date de sortie : 1946

## Distribution
- Frank Morgan : Sam Griggs
- Keenan Wynn : Ben Griggs
- Cecil Kellaway : Tom Carter
- Audrey Totter : Jennifer Griggs
- Richard Quine : Howard Bankson
- Gladys Cooper : Amy Griggs
- Marshall Thompson : Jim Griggs
- Leon Ames : Ralph Humphrey
- Jane Green : Mme Lynne
- Morris Ankrum : Dr Wilson
- Arthur Space : Amos Spellman